# Rozdętka pospolita
Rozdętka pospolita (Physa fontinalis) – gatunek słodkowodnego ślimaka płucodysznego z rodziny rozdętkowatych (Physidae).
Jest szeroko rozprzestrzeniona w Palearktyce, miejscami liczna. Zasięg występowania obejmuje prawie całą Europę, po Norwegię, i część Azji – Turcję i zachodnią Syberię. Odnotowano ją również na Wyspach Kanaryjskich. W Polsce jest pospolita.
Zasiedla płytkie wody stojące lub wolno płynące (źródła, strumienie, rzeki, stawy, jeziora, a także kanały i rowy irygacyjne), raczej wolne od zanieczyszczeń, obficie zarośnięte. Znosi umiarkowane zanieczyszczenie wód.
Budowa podobna do rozdętki zaostrzonej, z tym że wierzchołek muszli rozdętki pospolitej jest zaokrąglony, a jej ściany cieńsze.